# 하이봐
하이봐는 대한민국의 음악 그룹이다. 정찬우, 김태균, 김미려로 구성되어 있다. 2006년 데뷔 싱글 앨범 <하이봐>를 활동했다.

## 구성원
- 정찬우 (1968년 2월 20일 ~ )
- 김태균 (1972년 9월 16일 ~ )
- 김미려 (1982년 6월 13일 ~ )

## 앨범
- 2006년 싱글 - 하이봐